# 19-й стрелковый корпус
19-й стрелковый корпус (19 ск) — формирование (соединение, стрелковый корпус) в Вооружённых силах СССР.

## 19-й Приморский стрелковый корпус
Сформирован 1 июля 1924 года как 19-й стрелковый корпус с дислокацией управления в городе Хабаровске. В сентябре 1924 года получил наименование 19-й Приморский стрелковый корпус.
В 1924—1929 годах входил в состав Сибирского военного округа, а в 1929—1932 — в состав ОКДВА.
Корпус участвовал в боевых действиях во время конфликта на КВЖД (июль — декабрь 1929 года).
С 1930 года именовался Приморским стрелковым корпусом (без номера).
18 февраля 1932 года переформирован в Приморскую группу войск ОКДВА.

### Командование
- Фельдман, Борис Миронович, с 1925 по 1928 годы
- Гайлит, Ян Петрович, с 11.1926 по 1928 годы
- Лапин, Альберт Янович, с 1927/1928 по 1929 годы
- Ковтюх, Епифан Иович, июнь 1929 — январь 1930
- Калмыков, Михаил Васильевич, с 1930 года по 1932 годы

## 1-е формирование

### История
Сформирован 9 июля 1930 года в Ленинградском военном округе.
Корпус принимал участие в Зимней войне c 30 ноября 1939 г. по 13 марта 1940 г.

30 ноября 1939 года командующий 7-й Армией командарм 2-го ранга В. Ф. Яковлев располагал двумя стрелковыми и одним танковым корпусом. Корпуса должны были наступать по двум стратегически важным направлениям: выборгскому и кексгольмскому. 19-й стрелковый корпус комдива Старикова (24, 138, 70-я стрелковые дивизии, 20-я танковая бригада) наступал на Выборг. Корпус был усилен двумя гаубично-артиллерийскими полками и одним корпусным артиллерийским полком. 50-й стрелковый корпус комдива Гореленко (142-я и 90-я стрелковые дивизии, 35-я легкотанковая бригада) при поддержке двух приданных полков РГК наступал на Кякисалми.— Оболганная победа Сталина. Штурм линии Манергейма.
К 30 ноября 1939 г. из числа личного состава войск Карельского УР (пятнадцать отдельных пулемётно-артиллерийских батальонов) был сформирован отдельный отряд Карельского УР, который в составе 19-го стрелкового корпуса 7-й армии принял активное участие в боевых действиях на Карельском перешейке.
Корпус действовал на западной и восточной части Карельского перешейка, наступал по западному побережью Ладожского озера. В середине декабря 1939 года вновь был переброшен на западную часть перешейка, на направление основного удара 7-й армии. В феврале 1940 года части корпуса прорвали «линию Маннергейма» и совместно с 34-м стрелковым корпусом и армейскими частями овладели городом Выборг.
В действующей армии с 22.06.1941 по 24.10.1941 года.
На 22 июня управление корпусом дислоцировалось в Кексгольме, соединения корпуса в районе Элисенваара, Хийтола, Кексгольм, в 15-60 километрах от государственной границы;
Подчинённые корпусу стрелковые соединения должны были занять оборону на границе СССР и Финляндии от Энсо до района западнее Сортавала. Соседом слева была 43-я стрелковая дивизия 50-го стрелкового корпуса 23-й армии, соседом справа — 168-я стрелковая дивизия 7-й армии.
К 29 июня соединения корпуса развернулись во вверенных районах с задачей закрыть государственную границу на участке Ристилахти, Курманпохья и не допустить прорыва противника к Ладожскому озеру. Ширина полосы обороны корпуса по государственной границе — 106 километров, из них: 142-й стрелковой дивизии была назначена полоса 59 километров, в том числе труднодоступной местности 10 километров, а 115-й стрелковой дивизии — 47 и 6 километров соответственно. Первые частные бои соединения корпуса провели уже 29 июня за город Энсо. Активные боевые действия в полосе действия корпуса начались 1 июля, отражением наступления врага в полосе правофланговой 142-й стрелковой дивизии. До 10 июля дивизия вела бои с переменным успехом, оставив за десять дней около 15 километров и закрепилась на новом рубеже обороны: Ристилахти, высота 103, высота 162.2, высота 92.0, Мерия, Ийярви, Хухталампи, Лемминко.
С 31 июля наступление финских войск возобновилось в полосе корпуса по двум направлениям — в зоне обороны 115-й дивизии вражеские войска прорвали оборону от границы в направлении Хийтола и Антреа, вынудив дивизию отойти, в полосе обороны 142-я стрелковая дивизия вела отчаянные бои с группировкой, прижимающей дивизию к Ладожскому озеру. К 5 августа соединения корпуса были разрезаны на несколько частей: главные силы 142-й стрелковой дивизии занимали оборону на северо-западном побережье Ладожского озера, а к исходу 8 августа корпус, сам будучи разрезанным, был вовсе отрезан от частей армии и 115-я стрелковая дивизия была переподчинена непосредственно фронту. 142-я стрелковая дивизия вела бои в полуокружении, совершила несколько попыток пробиться к Кексгольму с севера, окончившихся безуспешно и с 15 по 23 августа была эвакуирована по Ладоге водным транспортом, прибыла в Саунасари, и вновь вступила в бои.
Между тем на 18 августа корпусу, в состав которого входили на тот момент всего лишь ранее отрезанный от частей дивизии 588-й стрелковый полк и остатки 25-го отдельного батальона химзащиты, была поставлена задача прочно закрепиться на рубеже Рантола, Мратала, Пюхясало и далее вдоль восточного берега реки Вуокса до Тиуранмяки и не допустить прорыв противника в направлении Мюлю-Пельто, мз. Коунитса.
До 31 августа части корпуса отходили по направлению к границе. 30 августа правофланговые части и соединения 23-й армии были реорганизованы и в составе корпуса фактически находились сводные 198-я моторизованная дивизия в составе остатков 961-го, 708-го и 405-го стрелковых полков, танковая рота армейского резерва и 181-й стрелковый полк, 33-й и 102-й погранотряды, составляющие сводный отряд под командованием командира стрелкового полка майора Краснокутского. Но после этих перемен управление корпуса снято с Карельского перешейка, и на южных подступах к Ленинграду, будучи фактически заново сформированным (штаб корпуса 1 сентября был направлен на формирование 55-й армии), объединило в своём составе 10-ю, 11-ю и 85-ю стрелковые дивизии.
Части корпуса вели оборону под Ленинградом, в районе Стрельны к концу сентября 1941 года вынуждены были оставить Петергоф и отойти к Ораниенбауму, где на плацдарме 24 октября 1941 года на основе управления корпуса была сформирована 2-я Невская оперативная группа (впоследствии Приморская группа войск Ленинградского фронта).

### Боевой состав
| Дата       | Фронт                       | Армия      | В составе (стрелковые)                                                     | Другие части, в том числе приданные | Примечания                    |
| ---------- | --------------------------- | ---------- | -------------------------------------------------------------------------- | --- | ----------------------------- |
| 22.06.1941 | Ленинградский военный округ | 23-я армия | 115-я стрелковая дивизия 142-я стрелковая дивизия                          | 28-й армейский артиллерийский полк 43-й пушечный артиллерийский полк 27-й отдельный зенитный артиллерийский дивизион 4-й отдельный батальон связи 2-й отдельный сапёрный батальон 245-я полевая почтовая станция | с 24.06.1941 — Северный фронт |
| 01.07.1941 | Северный фронт              | 23-я армия | 115-я стрелковая дивизия 142-я стрелковая дивизия                          | 28-й армейский артиллерийский полк 43-й пушечный артиллерийский полк 27-й отдельный зенитный артиллерийский дивизион 4-й отдельный батальон связи 2-й отдельный сапёрный батальон 245-я полевая почтовая станция | -                             |
| 10.07.1941 | Северный фронт              | 23-я армия | 115-я стрелковая дивизия 142-я стрелковая дивизия                          | 28-й армейский артиллерийский полк 27-й отдельный зенитный артиллерийский дивизион 4-й отдельный батальон связи 2-й отдельный сапёрный батальон 245-я полевая почтовая станция                                   | -                             |
| 01.08.1941 | Северный фронт              | 23-я армия | 115-я стрелковая дивизия 142-я стрелковая дивизия 168-я стрелковая дивизия | 28-й армейский артиллерийский полк 27-й отдельный зенитный артиллерийский дивизион 4-й отдельный батальон связи 2-й отдельный сапёрный батальон 245-я полевая почтовая станция                                   | -                             |
| 01.09.1941 | Ленинградский фронт         | 8-я армия  | 10-я стрелковая дивизия 11-я стрелковая дивизия 85-я стрелковая дивизия    | 4-й отдельный батальон связи 2-й отдельный сапёрный батальон 245-я полевая почтовая станция | -                             |
| 01.10.1941 | Ленинградский фронт         | 8-я армия  | 10-я стрелковая дивизия 11-я стрелковая дивизия 85-я стрелковая дивизия    | 4-й отдельный батальон связи 2-й отдельный сапёрный батальон 245-я полевая почтовая станция | -                             |

### Командование
Командиры
- Пашковский, Константин Казимирович (10.07.1931 — 1934);
- Добровольский, Виктор Петрович (05.01.1935 — 13.06.1937), комдив;
- Яковлев, Всеволод Фёдорович (14.07.1937 — 08.01.1938), комбриг;
- Стариков, Филипп Никанорович (10.1938 — 01.01.1940), комдив;
- Парусинов, Филипп Алексеевич (02.01.1940 — 03.03.1940), комкор, с 04.06.1940 генерал-лейтенант;
- Герасимов, Михаил Никанорович (09.07.1940 — 05.08.1941), генерал-лейтенант[5];
- Стариков, Филипп Никанорович (06.08.1941 — 22.09.1941), генерал-майор.

Комиссары
- Гринберг Исаак Моисеевич (1931 — 1933);
- Якубовский Лев Григорьевич (03.1934 — 1935);
- Апсе Мартын Янович (1935 — 08.1937), корпусной комиссар;
- Писклюков Василий Тимофеевич (18.11.1940 — 20.07.1941), бригадный комиссар[6];
- Власов Иван Георгиевич (20.07.1941 — 29.09.1941), полковой комиссар;
- Мжеванадзе Василий Павлович (29.09.1941 — 24.10.1941), бригадный комиссар.

## 2-е формирование

### История
В действующей армии с 19.02.1943 года по 16.04.1943 года.
19.02.1943 года в 19-й стрелковый корпус были объединены соединения, занимавшие оборону вокруг города Краматорск, освобождённого в ходе Ворошиловградской наступательной операции. Части корпуса держали оборону вокруг города до 27.02.1943 года, когда вражеские войска нанесли мощный удар по войскам корпуса, и 28.02.1943 года части корпуса были вынуждены оставить город, через Софиевку начали отступление в направлении Славянска, с 01.03.1943 года части корпуса ведут оборону в Славянске, попали в окружение, с 04-05.03.1943 прорываются из окружения, к концу марта 1943 остатки частей корпуса заняли оборону по реке Северский Донец. По-видимому, в оборонительных боях и отступлении части корпуса показали себя с лучшей стороны, так что 16.04.1943 19-й стрелковый корпус был преобразован в 29-й гвардейский стрелковый корпус.

### Боевой состав
| Дата       | Фронт              | Армия                 | В составе (стрелковые)                                                               | Другие части, в том числе приданные | Примечания |
| ---------- | ------------------ | --------------------- | ------------------------------------------------------------------------------------ | ----------------------------------- | ---------- |
| 01.03.1943 | Юго-Западный фронт | 1-я гвардейская армия | 57-я гвардейская стрелковая дивизия 50-я стрелковая дивизия 229-я стрелковая бригада | 155-й отдельный батальон связи      | -          |
| 01.04.1943 | Юго-Западный фронт | 1-я гвардейская армия | 50-я стрелковая дивизия 229-я стрелковая бригада                                     | 155-й отдельный батальон связи      | -          |

### Командование

#### Командиры
- Анашкин, Михаил Борисович (28.02.1943 — 16.04.1943), генерал-майор.

#### Начальники штаба
- Есипенко Харитон Федорович (28.02.1943 — 16.04.1943), полковник.

#### Заместитель командира по политической части
- Карасик Исаак Ильич (13.03.1943 — 16.04.1943), полковник[6].

Начальник политотдела
- Егоров Николай Иванович (13.03.1943 — 16.04.1943), полковник[6].

#### Командующие артиллерией
- Захаров, Георгий Тимофеевич (03.1943 — 04.1943), полковник

## 3-е формирование

### История
В действующей армии с 05.07.1943 года по 09.05.1945 года.
Сформирован в мае 1943 года в 70-й армии Центрального фронта. Принимал участие в Курской битве, отражая удар врага, наносившийся на северном фасе Курской дуги, затем с 15.07.1943 года переходит в наступление в ходе Кромско-Орловской операции
В ходе Черниговско-Припятской операции части корпуса наступали сначала во втором эшелоне армии, 28.08.1943 года переправлены через реку Сев под городом Севском, и вступили в бой, однако мощным контрударом были остановлены и перешли к обороне. К 07.09.1943 года части корпуса, в связи с общим отступлением противника, вышли к реке Десне, осуществили безуспешную попытку форсирования её с ходу 08.09.1943 года в первом эшелоне, в ночь на 09.09.1943 года смогли форсировать, заняв небольшой плацдарм юго-восточнее Новгород-Северского, в течение нескольких дней вели ожесточённые оборонительные бои за плацдарм. Несмотря на то, что войскам корпуса не удалось расширить плацдарм, они отвлекли значительные вражеские силы и обеспечили прорыв обороны на соседних участках. Затем части корпуса продвигались к реке Сож, 16.09.1943 принимают участие в освобождении Новгород-Северского. Поддерживаемый 45-м и 255-м танковыми, 120-м истребительно-противотанковым артиллерийским и 478-м миномётным полками, к исходу 28.09.1943 года вышел к реке, форсирует её на участке Жеребная, Новые Терешковичи с задачей ударом с юго-запада совместно с 48-й армией освободить Гомель. Однако частям корпуса удалось захватить только небольшой плацдарм на другом берегу реки (впрочем, самый большой из захваченных армией) в районе Старые Дятловичи, 12 километров по фронту и до 6 километров в глубину, который корпус занимал на 07.10.1943 года. На плацдарме корпус находился до 15.10.1943 года с задачей вести активные действия с целью прикрытия перегруппировки советских войск, которые прорвали оборону на других участках. Затем корпус продвинулся к Днепру, форсировал Днепр севернее Лоева и устремился на Речицу, в освобождении которой принимает участие 17.11.1943 года. Затем, до февраля 1944 года корпус занимает оборонительные позиции южнее Жлобина, после чего части корпуса были переброшены под Быхов, откуда перешёл в наступление в ходе Белорусской стратегической операции летом 1944 года, форсируя Днепр, 28.06.1944 года освобождает Быховский район и Быхов, вышел на юго-восточные подступы к Минску, где участвует в уничтожении окружённой группировки. Затем двигался во втором эшелоне фронта, вышел на Неман в районе Алитуса.
В июле-августе 1944 участвует в Каунасской наступательной операции,22.07.1944 принимает участие в освобождении Пренай, 31.07.1944 принимает участие в освобождении Мариамполя (Капсукас), 17.08.1944 принимает участие в освобождении Вилкавишкиса, и с середины августа переходит к обороне, в конце августа отведён в резерв и переброшен в сентябре в район Бауска.
С 14.09.1944 года участвует в Рижской наступательной операции, наступает из района Бауска, через Иегава, к 23.09.1944 года вышел к Даугаве, затем в составе армии с 24.09.1944 совершает пеший марш к Шяуляю, куда прибыл к 28.09.1944 и с 04.10.1944 начал наступление в ходе Мемельской операции на Куршенай, Ямполь, Ретово, Мемель. К 07.10.1944 продвинулся на 40 километров, к 14-00 10.10.1944 первым из соединений армии перерезал дорогу Мемель — Тильзит, вышел на побережье Балтики, тем самым отрезав Мемельский гарнизон от Восточной Пруссии. С 13.10.1944 года, после безуспешных попыток взять Мемель (равно и безуспешных попыток противника пробить путь к гарнизону на участке корпуса), корпус перешёл к обороне, которую вёл до января 1945 года.
28.01.1945 части корпуса участвуют в наступательной операции по уничтожению мемельской группировки, в ходе которой штурмом взяли город Мемель. Затем участвуют в боях с курляндской группировкой врага.

### Боевой состав
| Дата       | Фронт                                          | Армия             | В составе (стрелковые)                                                                                         | Другие части, в том числе приданные                           | Примечания |
| ---------- | ---------------------------------------------- | ----------------- | --- | ------------------------------------------------------------- | ---------- |
| 01.08.1943 | Центральный фронт                              | 70-я армия        | 102-я стрелковая дивизия 140-я стрелковая дивизия 162-я стрелковая дивизия                                     | 155-й отдельный батальон связи 2820-я военно-почтовая станция | -          |
| 01.09.1943 | Центральный фронт                              | 65-я армия        | 69-я стрелковая дивизия 140-я стрелковая дивизия 162-я стрелковая дивизия                                      | 155-й отдельный батальон связи 2820-я военно-почтовая станция | -          |
| 01.10.1943 | Центральный фронт                              | 65-я армия        | 37-я гвардейская стрелковая дивизия 140-я стрелковая дивизия 162-я стрелковая дивизия 354-я стрелковая дивизия | 155-й отдельный батальон связи 2820-я военно-почтовая станция | -          |
| 01.11.1943 | Белорусский фронт                              | 65-я армия        | 37-я гвардейская стрелковая дивизия 140-я стрелковая дивизия 162-я стрелковая дивизия                          | 155-й отдельный батальон связи 2820-я военно-почтовая станция | -          |
| 01.12.1943 | Белорусский фронт                              | 65-я армия        | 37-я гвардейская стрелковая дивизия 38-я гвардейская стрелковая дивизия 115-я стрелковая бригада               | 155-й отдельный батальон связи 2820-я военно-почтовая станция | -          |
| 01.01.1944 | Белорусский фронт                              | 65-я армия        | 38-я гвардейская стрелковая дивизия 82-я стрелковая дивизия                                                    | 155-й отдельный батальон связи 2820-я военно-почтовая станция | -          |
| 01.02.1944 | Белорусский фронт                              | 65-я армия        | 82-я стрелковая дивизия 162-я стрелковая дивизия 115-я стрелковая бригада                                      | 155-й отдельный батальон связи 2820-я военно-почтовая станция | -          |
| 01.03.1944 | 1-й Белорусский фронт                          | 50-я армия        | 238-я стрелковая дивизия 362-я стрелковая дивизия                                                              | 155-й отдельный батальон связи 2820-я военно-почтовая станция | -          |
| 01.04.1944 | 1-й Белорусский фронт                          | 50-я армия        | 238-я стрелковая дивизия 307-я стрелковая дивизия 362-я стрелковая дивизия                                     | 155-й отдельный батальон связи 2820-я военно-почтовая станция | -          |
| 01.05.1944 | 2-й Белорусский фронт                          | 50-я армия        | 238-я стрелковая дивизия 324-я стрелковая дивизия 362-я стрелковая дивизия                                     | 155-й отдельный батальон связи 2820-я военно-почтовая станция | -          |
| 01.06.1944 | 2-й Белорусский фронт                          | 50-я армия        | 238-я стрелковая дивизия 324-я стрелковая дивизия 362-я стрелковая дивизия                                     | 155-й отдельный батальон связи 2820-я военно-почтовая станция | -          |
| 01.07.1944 | 2-й Белорусский фронт                          | 50-я армия        | 324-я стрелковая дивизия 362-я стрелковая дивизия                                                              | 155-й отдельный батальон связи 2820-я военно-почтовая станция | -          |
| 01.08.1944 | 3-й Белорусский фронт                          | 33-я армия        | 32-я стрелковая дивизия 222-я стрелковая дивизия 362-я стрелковая дивизия                                      | 155-й отдельный батальон связи 2820-я военно-почтовая станция | -          |
| 01.09.1944 | 1-й Прибалтийский фронт                        | -                 | 32-я стрелковая дивизия 70-я стрелковая дивизия 344-я стрелковая дивизия                                       | 155-й отдельный батальон связи 2820-я военно-почтовая станция | -          |
| 01.10.1944 | 1-й Прибалтийский фронт                        | 43-я армия        | 32-я стрелковая дивизия 70-я стрелковая дивизия 344-я стрелковая дивизия                                       | 155-й отдельный батальон связи 2820-я военно-почтовая станция | -          |
| 01.11.1944 | 1-й Прибалтийский фронт                        | 43-я армия        | 32-я стрелковая дивизия 70-я стрелковая дивизия 344-я стрелковая дивизия                                       | 155-й отдельный батальон связи 2820-я военно-почтовая станция | -          |
| 01.12.1944 | 1-й Прибалтийский фронт                        | 43-я армия        | 32-я стрелковая дивизия 70-я стрелковая дивизия 344-я стрелковая дивизия                                       | 155-й отдельный батальон связи 2820-я военно-почтовая станция | -          |
| 01.01.1945 | 1-й Прибалтийский фронт                        | 43-я армия        | 32-я стрелковая дивизия 70-я стрелковая дивизия 344-я стрелковая дивизия                                       | 155-й отдельный батальон связи 2820-я военно-почтовая станция | -          |
| 01.02.1945 | 1-й Прибалтийский фронт                        | 4-я ударная армия | 32-я стрелковая дивизия 70-я стрелковая дивизия 344-я стрелковая дивизия                                       | 155-й отдельный батальон связи 2820-я военно-почтовая станция | -          |
| 01.03.1945 | 2-й Прибалтийский фронт                        | 4-я ударная армия | 32-я стрелковая дивизия                                                                                        | 155-й отдельный батальон связи 2820-я военно-почтовая станция | -          |
| 01.04.1945 | Ленинградский фронт                            | 4-я ударная армия | 32-я стрелковая дивизия                                                                                        | 155-й отдельный батальон связи 2820-я военно-почтовая станция | -          |
| 01.05.1945 | Ленинградский фронт (Курляндская группа войск) | -                 | 43-я стрелковая дивизия                                                                                        | 155-й отдельный батальон связи 2820-я военно-почтовая станция | -          |

### Командование

#### Командиры
- Фаянс, Григорий Кивович (с 9.06.1943 по 16.06.1943), подполковник, врид
- Рублёв, Степан Трофимович (с 16.06.1943 по 30.06.1943), полковник, врид
- Самарский, Дмитрий Иванович (с 30.06.1943 по 18.03.1945), генерал-майор
- Рублёв, Степан Трофимович (с 19.03.1945 по 17.04.1945), полковник, врид
- Самарский, Дмитрий Иванович (с 18.04.1943 по май 1946), генерал-майор, с 20.04.1945 генерал-лейтенант
- Глинский, Михаил Иосифович (с мая 1946 по март 1947), генерал-лейтенант

- Головской, Василий Сергеевич (с июля 1950 по декабрь 1951), генерал-майор

- Миронов, Павел Васильевич (с ноября 1953 по июнь 1955), генерал-лейтенант

- Дудник, Григорий Сергеевич (с сентября 1956 по декабрь 1957), генерал-майор
- Степанов, Сергей Прохорович (с декабря 1957 по сентябрь 1960), генерал-майор[7]

#### Заместители командира
- Телков, Пётр Сергеевич (с ноября 1948 по январь 1953), генерал-майор;

- Свирс, Николай Карпович (с ноября 1955 по октябрь 1958), генерал-майор[8].

#### Начальники штаба
- Рублев Степан Трофимович (16.06.1943 — 06.1946), полковник, с 11.07.1945 генерал-майор.

#### Заместители командира по политической части — начальники политотдела
- Потапов Андрей Хрисанфович (16.04.1943 — 23.03.1944), полковник;
- Патрушев Дмитрий Николаевич (23.03.1944 — 22.08.1946), полковник[6].

#### Командующие артиллерией
- Наумович Семен Семенович, полковник;
- Старостин Константин Иванович, генерал-майор артиллерии.